# Stolnica Marijinega vnebovzetja, Poreč
Stolnica Marijinega vnebovzetja, znana tudi kot Evfrazijeva bazilika, je stolnica Škofije Poreč in Pulj in bazilika v Poreču v Istri na Hrvaškem. Je najbolje ohranjeni spomenik zgodnjebizantinske umetnosti v Sredozemlju. Zgrajena je bila v 6. stoletja za časa škofa Evfrazija, po katerem je tudi znana, in cesarja Justinijana I.. Nahaja se v kompleksu škofovskih zgradb. Leta 1997 jo je UNESCO uvrstil na seznam svetovne kulturne dediščine.
Kompleks Evfrazijeve bazilike sestavljajo stavbe: Evfrazijeva bazilika, župnijska cerkev, zakristija, spominska kapela trilistnega tlorisa, zgrajena v 17. in prezidana v 19. stoletju, krstilnica in zvonik, prižnica svetega Mavra in bližnji škofovski dvorec, ki po najnovejših raziskavah izhaja iz istega obdobja kot bazilika. V njem je sakralna zbirka Poreške in puljske škofije. V okviru predstavitve arheoloških najdb so med najpomembnejšimi mozaiki iz 3. stoletja, pa tudi sakralni spomeniki in umetniški predmeti starokrščanskega, zgodnje bizantinskega in srednjeveškega obdobja.
Gradnja cerkve se je začela leta 553 na temeljih zgodnejše triladijske bazilike. Do danes je doživela niz sprememb in tako na mestu prvotne stoji cerkev v gotskem slogu. Čeprav so stavbo načeli številni potresi, vojne in požari, so se avtentični talni mozaiki iz 5. stoletja ohranili in so lep primer zgodnjekrščanske umetnosti. 
Mozaiki nad apsido upodabljajo apostole in Jezusa. V osrednjem delu je prikazan tedanji škof Evfrazij z maketo bazilike, angeli čuvaji, sveta Marija z Jezusom v naročju, domači svetniki mučenci, posebno sveti Maver Poreški – prvi škof, nato mučenec, zavetnik mesta Poreča in celotne istrske škofije. Ob robu slavoloka so razvrščeni medaljoni z liki mučencev. Triladijsko stolnico nosita dve vrsti vitkih marmornih stebrov z razkošnimi kapiteli.
Znamenita dela v cerkvi pa se niso končala z njeno gradnjo. Sedem stoletij po tem je poreški škof Oton dal izdelati velik marmorni ciborij, ki je bil izdela leta 1277.

## Galerija
- Zvonik nad krstilnico
- Vhod v kompleks
- Mozaiki nad oltarjem
- Talni mozaik
- Mozaik nad vhodom v kompleks